# Graham Webb

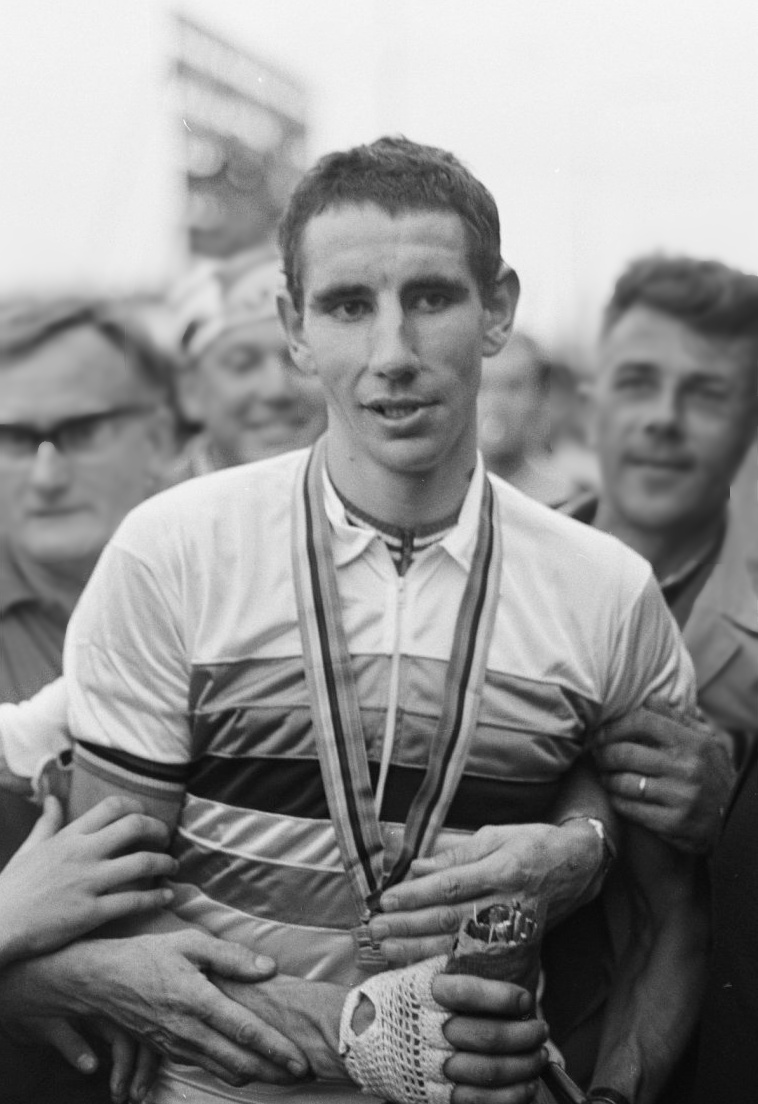
Graham Webb (1967)

Graham Webb (* 13. Januar 1944 in Birmingham, England; † 28. Mai 2017 in Eastwood, Nottinghamshire, England) war ein britischer Radrennfahrer und einziger britischer Amateur-Weltmeister im Straßenrennen.

## Leben
Graham Webb wuchs als jüngstes von fünf Kindern einer Kriegerwitwe im Armenviertel von Birmingham auf. Als Kind war er oftmals so schwer krank, dass er zweimal die Letzte Ölung erhielt. Im Alter von acht Jahren erhielt er sein erstes Fahrrad und begann mit dem „Training“, indem er öfter die Strecke von Birmingham nach Gloucester fuhr, die rund 100 Meilen lang war. Sein erstes Rennen fuhr er mit 17, ein 25-Meilen-Einzelzeitfahren, das er gewann, obwohl er in Unkenntnis der Regeln verspätet am Start erschienen war und ihm die dadurch verlorene Zeit angerechnet worden war.
1966 war Webb Mitglied des Teams, das die britische Meisterschaft in der Mannschaftsverfolgung gewann, zwei Tage später stellte er mehrere Rekorde auf der Radrennbahn Salford Park in Birmingham auf. 1967 zog er gemeinsam mit seiner Frau in die Niederlande, ließ sich in Hilversum nieder und arbeitete dort als Fahrradmechaniker. Im selben Jahr wurde er im niederländischen Heerlen Amateur-Weltmeister im Straßenrennen.
1968 wurde Graham Webb Profi und fuhr zunächst für das französische Radsportteam Mercier-BP-Hutchinson zusammen mit Raymond Poulidor und Jean Stablinski. Er blieb jedoch ohne größere Erfolge, auch als er 1969 zum belgischen Team Pull Over Centrale wechselte. Zum Ende der Saison 1969 beendete er seine professionelle Laufbahn, da er kein Vertragsangebot für ein Radsportteam mehr erhielt.
Er eröffnete eine Gaststätte und arbeitete später in Gent als Kranführer. Nachdem er 16 Jahre lang keinen Radsport betrieben hatte, wurde er 1988 und 1989 Belgischer Meister im Zweier-Mannschaftsfahren, im Sprint und im Omnium.
Webb lebte in Wachtebeke in Belgien. 2009 wurde er in die British Cycling Hall of Fame aufgenommen.